# Самбука (ликьор)
Самбука (на италиански: Sambuca) е италиански сладък ликьор, чиято основна основа е направена от вода, захар и етерични масла от сорта анасон, което впоследствие се обработва чрез използването на различни натурални билки в различни количества, които действат като овкусители на самия ликьор.

## Приготвяне
Оригиналната рецепта на ликьора включва използването на алкохол, изворна вода, силно разтворими захари, различни комбинации от анасон и дестилат от цветя от черен бъз (Sambucus nigra).
Основата на Самбука се състои от етерични масла, получени от парната дестилация на звезден анасон (и/или зелен анасон) и копър. Тези съставки чрез дестилация придават на ликьора силен аромат на анасон. Също така съдържа екстракти от цвят на бял бъз, от който произлиза името, както и в някои препарати, мащерка, мента, тинтява и др. Така получените масла след това се киснат и се вкарват в чист алкохол, като към всичко това се добавя концентриран разтвор на захар и други естествени аромати. Следователно Самбука е сладък и кадифен ликьор, с вискозна и маслена консистенция, с интензивен и деликатен вкус с ниски и много силни градации и с абсолютно прозрачен и безцветен вид. При контакт с небцето остава гладък с горчиви проблясъци.

## История
Самбука произлиза от името на растението (бъз), от който се получава екстрактът. Етимологията на „бъз“ (на латински sambūcus или sābūcus, вече засвидетелстван у Плиний) е несигурна, но вероятно е от неиндоевропейски произход. Смята се, че може да произлиза от средиземноморската (егейска) форма * saba, „вода“ със значението на „растение, което живее във водата“ или „с водата“ (?), което също се среща в дакийското seba– „бъз“.
Оригиналната рецепта за Самбука вероятно произхожда от манастирската билкова традиция, известна някога с алкохолни напитки и лечебни препарати. Както вече споменахме, екстрактът от бял бъз е една от съставките, но не и основната.
Самбука е пуснат на пазара в края на 19 век в град Чивитавекия от Луиджи Манци с името „Самбука Манци“, произвеждан и до днес. След това е лансиран в международен план от италианския бизнесмен Анджело Молинари, започвайки от 1945 г., след края на войната, с името Самбука Екстра Молинари. Компанията се управлява от Мафалда Молинари. След това управлението преминава у Антонио Молинари. По-късно внуците на основателя – Марио и Анджело стават изпълнителни директори (третата внучка Инге също се присъединява към борда на директорите).

## Дегустация
Самбука може да се сервира направо, като амацакафе (в Италия това е чашка ликьор, пита след кафето в края на храненето, която „убива“ вкуса, останал в устата) или просто като напитка. Като декорация могат да се добавят едно или две кафеени зърна, т. нар. „муха“ (mosca), която при дъвчене по време на пиене подсилва вкуса. Вместо това може да се сервира с лед, с едно или две кафеени зърна като украшение. Може да се използва като фикс за кафе. Ако се пие с добавяне на студена вода се нарича още „с призрака" (con il fantasma), тъй като при добавяне на вода Самбука става непрозрачно бял, наподобяващ дим.

### Фламбе (също „а софието“ и „Бум Бум“)
За този вариант се използва тясна чаша. Самбука се запалва на повърхността, чашата се затваря с длан, докато пламъкът угасне и стъклото залепне за дланта поради отрицателното налягане, създадено между чашата и ръката. Проверява се дали стъклото е добре закрепено и се разклаща за няколко секунди. Ръката се маха и се пие всичко на една глътка. Чашата се закрива отново, прави се малко пространство с движение на ръката и се изсмуква останалата в чашата есенция с уста (т. нар. sofietto, смучене).
В заведенията на бившия СССР, особено в Русия и Украйна, е разпространен следният вариант на фламбè от самбука: сервитьорът запалва самбука в чаша за бренди и след това я налива все още запалена във втора по-отворена чаша вид tumbler. Докато клиентът изпива самбука наведнъж, сервитьорът обръща първата чаша и я поставя върху хартиена салфетка, където е прекарана през сламка, от която клиентът след това смърка алкохолните изпарения.

### Коктейл на базата на Самбука
Има няколко рецепти, в които Самбука се появява като по-сладко база, като алтернатива на класическите джин и водка, много често във варианти „тоник“ или „пенлив“, обаче с помощта на кола вместо сода.
В планинските хижи на регион Абруцо е обичайно да се приготвя шот (т. нар. „чикето“, cicchetto), съставен наполовина от Самбука и наполовина от Чентерба (традиционен ликьор за региона). Името на шота е SdraiaVacche (Здраяваке, „КравоПолягащ“) поради очевидните последици от пиенето му.

## Марки Самбука (непълен списък)
Самбука, съгласно Регламент 110 – 2008 на ЕС, е алкохолна напитка, която трябва да бъде безцветна, както и да има друга серия от характеристики като минимално съдържание на анетол, минимално съдържание на алкохол и т.н. На пазара има много цветни ликьори на базата на самбука, особено в Обединеното кралство (изчислено е, че има над 9 млн. бутилки годишно), наречени „Самбука“ или „Ликьор Самбука“, което очевидно противоречи на съответния регламент на ЕС. Изземванията на тези алкохолни напитки с неправилно име „Самбука“ са в ход както в Италия, така и в Обединеното кралство.
Някои производители на Самбука са:
- Самбука Рамацоти (Sambuca Ramazzotti), 38% алкохолно съдържание
- Самбука Манци (Sambuca Manzi), 42% алкохолно съдържание
- Римска Самбука (Sambuca Romana), 40% алкохолно съдържание
- Антична Самбука (Sambuca Antica), 38% алкохолно съдържание
- Самбука Молинари (Sambuca Molinari), 42% алкохолно съдържание
- Самбука Изолабела (Sambuca Isolabella), 40% алкохолно съдържание
- Самбука SIMAL (Sambuca SIMAL), 40% алкохолно съдържание
- Самбука Вила Колона класик Кристал (Sambuca Villa Colonna classic Kristal), 38% алкохолно съдържание
- Самбука Боргети (Sambuca Borghetti), 38% алкохолно съдържание
- Самбука масари (Sambuca Massari), 40% алкохолно съдържание
- Самбука Роси д'Анджера (Sambuca Rossi d'Angera), 40% алкохолно съдържание
- Самбука Луксардо (Sambuca Luxardo), 38% алкохолно съдържание
- Самбука „Векия Сарандреа“ (Sambuca Vecchia Sarandrea), 42% алкохолно съдържание
- Самбука „Стела д'Италия Тоски“ (Sambuca Stella d'Italia Toschi), 40% алкохолно съдържание
- Самбука Сток (Sambuca Stock), 40% алкохолно съдържание
- Самбука IVAL (Sambuca IVAL), 40% алкохолно съдържание
- Самбука Фиуме (Sambuca Fiume), 42% алкохолно съдържание
- Самбука Коладзингари (Sambuca Colazingari), 40% алкохолно съдържание

## Галерия с изображения
- Самбука SIMAL
- Самбука Вила Колона класик Кристал
- Самбука Молинари
- Самбука Боргети
- Самбука Романа
- Самбука Франчакорта
- Самбука Изолабела
- Самбука Винчи
- Самбуа Сток

## Подобни ликьори
Самбука е само един от многото ликьори на основата на анасон, произвеждани главно в средиземноморския регион. Най-известните са:
- Анис дел моно, Испания
- Узо, Гърция
- Пасти, Франция
- Ракия, Албания
- Арак, Сирия, Ливан и Израел
- Тутоне, Сицилия
- Мистрà, Марке
- Анисета, Марке
- Сасолино, Сасуоло
- Абсент, Франция, френскоговореща Швейцария (това е дестилат от различни билки, включително анасон, но не и ликьор на основата на анасон)
- Агуардиенте, Колумбия